# Emphylica crassihamata
Emphylica crassihamata is een vlinder uit de familie van de grasmotten (Crambidae), uit de onderfamilie van de Pyraustinae. De wetenschappelijke naam van deze soort is voor het eerst voorgesteld door Kai Chen en Dandan Zhang in een publicatie uit 2019.
De soort komt voor in China (Guangdong).